# Anton von Spaun

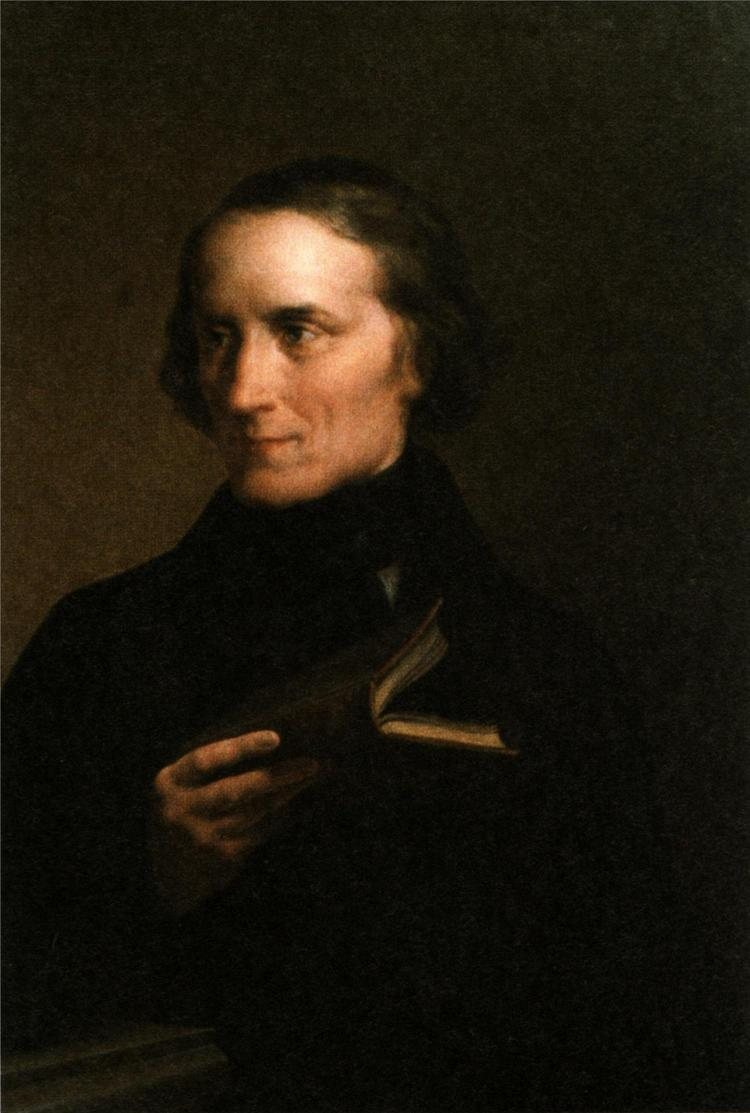
Porträt Spauns (um 1840)

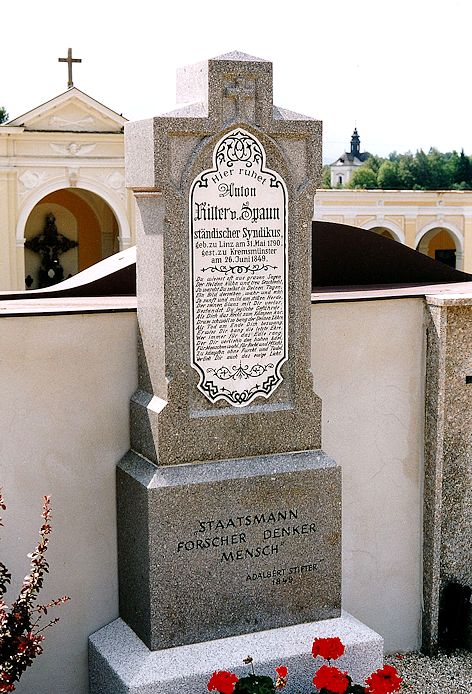
Anton von Spauns Grab in Kremsmünster

Anton Ritter von Spaun (* 31. Mai 1790 in Linz, Oberösterreich; † 26. Juni 1849 in Kremsmünster, Oberösterreich) war ein Literaturhistoriker, Volkskundler und Musiker.

## Familie
Er entstammte einer ursprünglich schwäbischen Familie, deren Stammreihe mit dem Bauern und Garnsieder Bartholomäus Spaun, urkundlich erwähnt 1583–1599, in Deisenhausen (Landkreis Günzburg) beginnt und die später in Linz zu Wohlstand kam. Er war der Sohn des Franz Xaver Ritter von Spaun (1756–1804), kaiserlicher Rat und ständischer Syndikus in Oberösterreich, und der verwitweten Josepha von Heretmüller, geb. Steyrer von Riedenburg (1757–1835). Sein Bruder war der k.k. Hofrat Joseph Freiherr von Spaun (1788–1865), der Förderer des Komponisten Franz Schubert.
Spaun heiratete am 25. November 1818 in Linz Henriette Freiin von Vogelsang (* 3. Oktober 1789 in Antwerpen, Belgien; † 31. August 1870 in Linz), die Tochter des k.k. Feldzeugmeisters Ludwig Freiherr von Vogelsang und der Freiin Victoria Sanchez de Aguilar (Aquilar). Mit ihr hatte er vier Kinder, Henriette, Josephine, Ludwig und Marie. Sein Sohn Ludwig Ritter von Spaun (eigentlich Emil Ludwig, * 2. Sep. 1823 in Linz; † 16. Feb. 1908) heiratete 1852 Angela Wagner und in 2. Ehe am 23. Mai 1865 Emilie von Kindinger. Seine Tochter Marie Edle von Spaun (* 1829 in Linz; † 18. Juni 1895) heiratete am 25. August 1851 in Traunkirchen den Enkelsohn von Johann Georg von Hagenauer, Franz de Paula II. Baron von Hagenauer, wobei Moritz von Schwind Trauzeuge war.

## Leben
Anton Spaun wurde zusammen mit seinem Bruder von seinem Onkel Franz Anton von Spaun, der wegen staatsgefährdender Schriften zehn Jahre in Einzelhaft verbüßt hatte, zu Hause unterrichtet. Nach seiner Schulzeit im Stiftsgymnasium Kremsmünster studierte Anton von Spaun Rechtswissenschaft in Wien. Später war Spaun Landrat, ständischer Syndikus in Linz und Ritterstandsverordneter in Oberösterreich. Er war Forscher aus Leidenschaft und vor allem an der Geschichte des Volkes und seiner kulturellen Äußerungen interessiert, da er in Sorge war, dass vieles verloren gehen würde. So begann er mit der Sammlung von Urkunden, Geschichtsmerkmalen und naturkundlichen Objekten, um dieses Erbe zu erhalten und zu verbreiten.
Spaun legte den Grundstock für das oberösterreichische Landesmuseum Francisco-Carolinum 1833 und das Urkundenbuch des Landes Oberösterreich. Sein reichhaltiges Betätigungsfeld galt der Erforschung der Mundart, des Volksliedes, der Trachten und der Tänze. Der im Geiste der Romantik lebende und wirkende Spaun hinterließ ein reiches kulturelles Erbe und wird als der Begründer der Volkskunde in Österreich gesehen. Er gehörte zum Kreis um Adalbert Stifter, Ernst von Feuchtersleben und Moritz von Schwind. Publizistisch war er auch für die Wiener Zeitung tätig.
In Folge der Revolution von 1848/1849 im Kaisertum Österreich wurden im März 1848 die Oberösterreichische Provinzialstände wieder einberufen und Spaun nahm am Landtag teil. Von diesem wurde er in den Ständischen Zentralausschuss gewählt, der die Pillersdorfsche Verfassung vorbereitete.
Im Jahr 1896 wurde in Wien-Brigittenau (20. Bezirk) die Spaungasse nach ihm benannt.